# Agustín Loser
Agustín Loser (General Alvear, 12 ottobre 1997) è un pallavolista argentino, centrale della Sir Safety Perugia.

## Carriera

### Club
La carriera di Agustín Loser inizia nei tornei scolastici argentini, prima di entrare a far parte della nazionale argentina under 21, con cui partecipa alla Liga A2 dal 2012 al 2015. Nella stagione 2015-16 approda al Ciudad, club col quale esordisce nella Liga Argentina de Voleibol, venendo premiato come giocatore rivelazione del campionato 2016-17 e miglior centrale del campionato seguente, nel corso del quale conquista la Coppa ACLAV. Approda quindi al Bolívar nel campionato 2018-19, club nel quale milita per un biennio e si aggiudica uno scudetto, una Coppa Libertadores e una Supercoppa argentina.
Emigra per la prima volta all'estero nel campionato 2020-21, ingaggiato dal Tourcoing, con cui partecipa alla Ligue A francese per due annate. Nella stagione 2022-23 si trasferisce invece in Italia, dove è di scena in Superlega con la Powervolley Milano: dopo un biennio con la formazione lombarda, nel campionato 2024-25 si trasferisce alla Sir Safety Perugia, sempre nella massima divisione italiana, con cui si aggiudica la Supercoppa italiana e la Champions League.

### Nazionale
Fa parte delle selezioni giovanili argentine, vincendo la medaglia d'oro al campionato sudamericano under 19 2014 e quella d'argento al campionato mondiale under 19 2015, seguite dall'argento al campionato sudamericano under 23 2016 e gli ori al campionato sudamericano under 21 2016, dove viene premiato come miglior centrale, e al campionato mondiale under 23 2017.
Nel 2018 fa il suo debutto in nazionale maggiore in occasione della Volleyball Nations League, andando poi a conquistare, nel 2021, la medaglia di bronzo ai Giochi della XXXII Olimpiade di Tokyo e quella d'argento al campionato sudamericano: nell'edizione successiva del campionato continentale si aggiudica la medaglia d'oro.

## Palmarès

### Club
- Campionato argentino: 1

2018-19
- Coppa ACLAV: 1

2017
- Supercoppa argentina: 1

2019
- Supercoppa italiana: 1

2024
- Champions League: 1

2024-25
- Coppa Libertadores: 1

2018-19

### Nazionale (competizioni minori)
- Campionato sudamericano under 19 2014
- Campionato mondiale under 19 2015
- Campionato sudamericano under 23 2016
- Campionato sudamericano under 21 2016
- Campionato mondiale under 23 2017

### Premi individuali
- 2016 - Campionato sudamericano under 21: Miglior centrale
- 2017 - Liga Argentina de Voleibol: Giocatore rivelazione
- 2018 - Liga Argentina de Voleibol: Miglior centrale
- 2019 - Coppa Libertadores: Miglior centrale
- 2021 - Campionato sudamericano: Miglior centrale